# Соколово (Сычёвский район)
Соколово — деревня в Сычёвском районе Смоленской области России. Входит в состав Лукинского сельского поселения. Население — 58 жителей (2007 год). 
Расположена в северо-восточной части области в 2 км к юго-западу от Сычёвки, в 2 км западнее автодороги Р134 «Старая Смоленская дорога» Смоленск — Дорогобуж — Вязьма — Зубцов, на берегу реки Вазуза. В 6 км северо-восточнее деревни расположена железнодорожная станция Сычёвка на линии Вязьма — Ржев. 

## История
В годы Великой Отечественной войны деревня была оккупирована гитлеровскими войсками в октябре 1941 года, освобождена в марте 1943 года.

## Известные люди
В деревне родилась Герой Социалистического Труда Зоя Алимпиевна Фролова.